# 勞費爾德戰役
50°49′43″N 5°37′06″E / 50.82861°N 5.61833°E
勞費爾德戰役（法語：Bataille de Lauffeld）發生於1747年7月2日，是奧地利王位繼承戰爭中的重要戰役，戰場位於通厄伦和马斯特里赫特中間。薩克斯伯爵指揮的法軍擊敗坎伯蘭公爵指揮的國事詔書聯軍。
在薩克斯伯爵這位堪稱當時最具才華的將領率領下，法軍於1744年至1746年間幾乎完全征服奧屬尼德蘭。然而，他始終未能實現結束戰爭的決定性勝利。1747年春季，坎伯蘭公爵試圖重奪安特衛普，但在法軍切斷其於馬斯垂克主要補給基地後撤退。當兩軍於勞費爾德交戰時，坎伯蘭公爵因一系列指揮失誤幾乎導致陣地全面崩潰，僅憑一次成功的騎兵反擊方避免了徹底潰敗。
此役之後，聯軍收復失地的希望徹底破滅。薩克斯伯爵於同年9月攻克貝亨奧普佐姆，隨後於1748年5月占領馬斯垂克。然而，戰爭所需的龐大資金使法國瀕臨破產，並引發嚴重的糧食危機。皇家海軍的海上封鎖進一步惡化了局勢，最終促使各方於1748年簽署亞琛條約，戰爭以僵局告終。

## 背景
1740年奧地利王位繼承戰爭爆發時，大不列顛王國正專注於與西班牙王國在加勒比海地區的軍事衝突，即詹金斯的耳朵戰爭。在奧地利王位繼承戰爭初期，駐紮於低地地區的英軍與荷蘭部隊名義上隸屬於漢諾威選侯國，直至1744年3月英國才正式對法國宣戰，而荷蘭共和國則在1747年之前一直保持中立。然而，這並未阻止兩者向戰場派遣大量軍隊。之後，法國於1746年10月的羅庫爾戰役確立了對奧屬尼德蘭的控制，但未能成功迫使英國簽署和平條約。法國參戰的主要目的是阻止英國進一步擴大其貿易優勢，因法國認為此舉將威脅歐洲的權力均勢。然而，到1747年，英國的貿易規模進一步擴張，而法國的貿易因英國皇家海軍的海上封鎖而陷入危機。
至1746年，大多數參戰方已開始積極尋求和平。瑪麗亞·特蕾西婭鞏固了對奧地利大公國的統治權，雖然損失了奧屬尼德蘭，但該地區自1713年才歸屬奧地利，對其戰略意義有限。荷蘭共和國表面上保持中立，成為法國最大進出口貿易夥伴，因此此戰與法國為敵帶來的附帶損害只會損害其經濟，促使荷蘭向英國施壓以推動和平進程。然而，雖戰爭導致英國累積大量債務，其優越的金融體系仍使其能輕鬆募集資金應對戰爭開支。
英國為維持聯軍的戰鬥力，於1747年1月簽署海牙公約，同意資助義大利地區的奧地利與薩丁尼亞聯軍。同時，駐弗兰德斯的聯軍兵力從14萬人增至1748年的19.2萬人。英國國務卿紐卡斯爾公爵認為，聯軍的增援足以收復奧屬尼德蘭，從而提升談判中的籌碼。他同時預測，隨著1746年7月西班牙國王腓力五世的去世，波旁同盟將出現瓦解跡象。在布雷達的和談中，紐卡斯爾公爵指示其助手三明治伯爵約翰·孟塔古拖延談判進程。然而，這兩項預測最終均未實現。

## 戰鬥
1747年，通過從其他地區徵召士兵，薩克斯伯爵在低地地區集結了一支規模達12萬人的野戰部隊。隨著詹姆斯黨起義的失敗，坎伯蘭公爵得以將部隊重新部署至佛兰德，並準備展開新一輪攻勢。他原計劃於當年2月攻佔安特卫普，但由於惡劣的天氣、物資短缺以及士兵的厭戰情緒，聯軍直到5月才完成交戰準備。期間，法國將軍孔塔德攻下利夫肯霍克堡，使安特衛普的攻擊難度大大增加；同時，勒文達爾伯爵率法軍占領薩斯范亨特等地，進一步威脅到坎伯蘭公爵在马斯特里赫特的補給線。這一局勢引發了泽兰省的保王黨叛亂，最終促使奥兰治亲王威廉四世成為荷蘭聯省的首位世襲執政。
為保護馬斯垂克免受法軍攻擊，坎伯蘭公爵命道恩將軍防守通厄伦，但該地已被孔塔德占領。隨後，聯軍騎兵在約翰·列戈尼爾的指揮下試圖控制通厄倫通往馬斯垂克的道路，卻發現法軍已提前佔據並沿途設防，迫使騎兵部隊在原地過夜。步兵則駐紮在弗呂廷根和勞費爾德村。奧地利軍隊則駐守在羅庫爾地區的格羅特與克萊恩-施普文村，該地因地形陡峭而具有防禦優勢，不易受到正面攻擊。

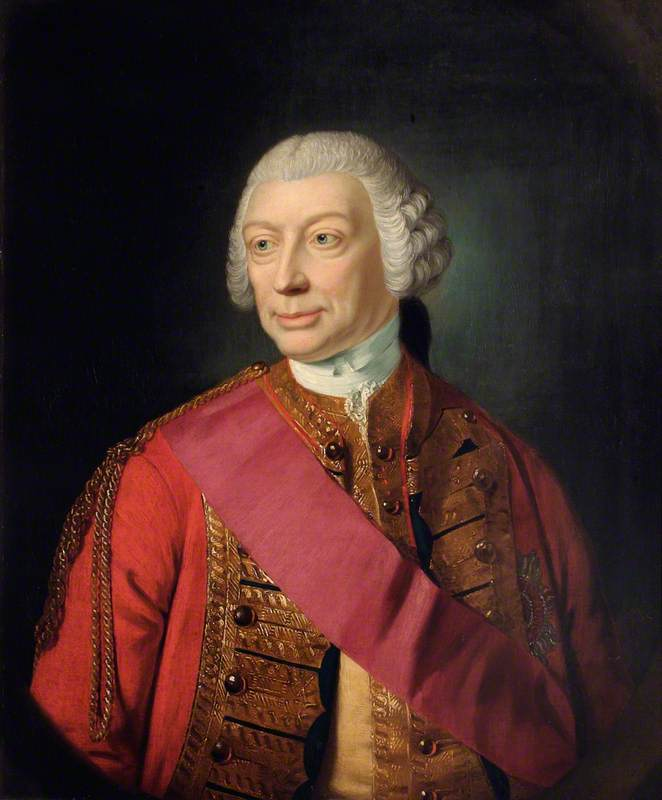
約翰·列戈尼爾伯爵（1680–1770年），統帥的騎兵反擊使聯軍成功撤退，但他本人被俘。

次日，陰雨天氣使行軍條件惡化，增添了部隊移動的困難。清晨6時，炮火交戰開始，持續至8時30分。不列顛和德意志步兵放火焚燒營地後撤出村莊，並在開闊地區重新集結。列戈尼爾憑借豐特努瓦戰役的經驗建議加強陣地防禦，但坎伯蘭公爵猶豫不決，最終勉強同意。薩克斯伯爵誤以為聯軍正準備撤退過默兹河，於上午10時30分命令部隊進攻原被認為已空置的村莊。聯軍的弗呂廷根村防禦部隊確已撤離，但勞費爾德村的防線則被黑森-卡塞爾的腓特烈領導的部隊重新佔領。此後，雙方展開激烈戰鬥，交火持續4小時。法軍在付出慘重代價後，於中午12時30分占領該村。坎伯蘭隨後下令反擊，但法軍迅速組成防線，擊潰一支荷蘭騎兵部隊，導致聯軍的中央陣地暴露於法軍面前。
此時，法軍150個騎兵中隊集結於威勒，準備對坎伯蘭的側翼發動攻擊。然而，他們未察覺聯軍已開始撤退至马斯特里赫特。列戈尼爾率領60個騎兵中隊果斷發起衝鋒，使法軍措手不及。薩克斯事後坦言，此舉挽救了聯軍免於全軍覆沒的命運。法國愛爾蘭旅在戰鬥中損失超過1,400人，而坎伯蘭因視力不佳誤將愛爾蘭旅認為是己方部隊，險些被俘。為掩護撤退的步兵，列戈尼爾獲准再度衝鋒，但此次僅有三個團參戰，其中皇家蘇格蘭灰衛團損失了近四成兵力。這一行動為奧地利將軍鲍贾尼·卡罗伊·约瑟夫所指揮的部隊贏得了寶貴時間，成功掩護聯軍完成撤退。

## 後果

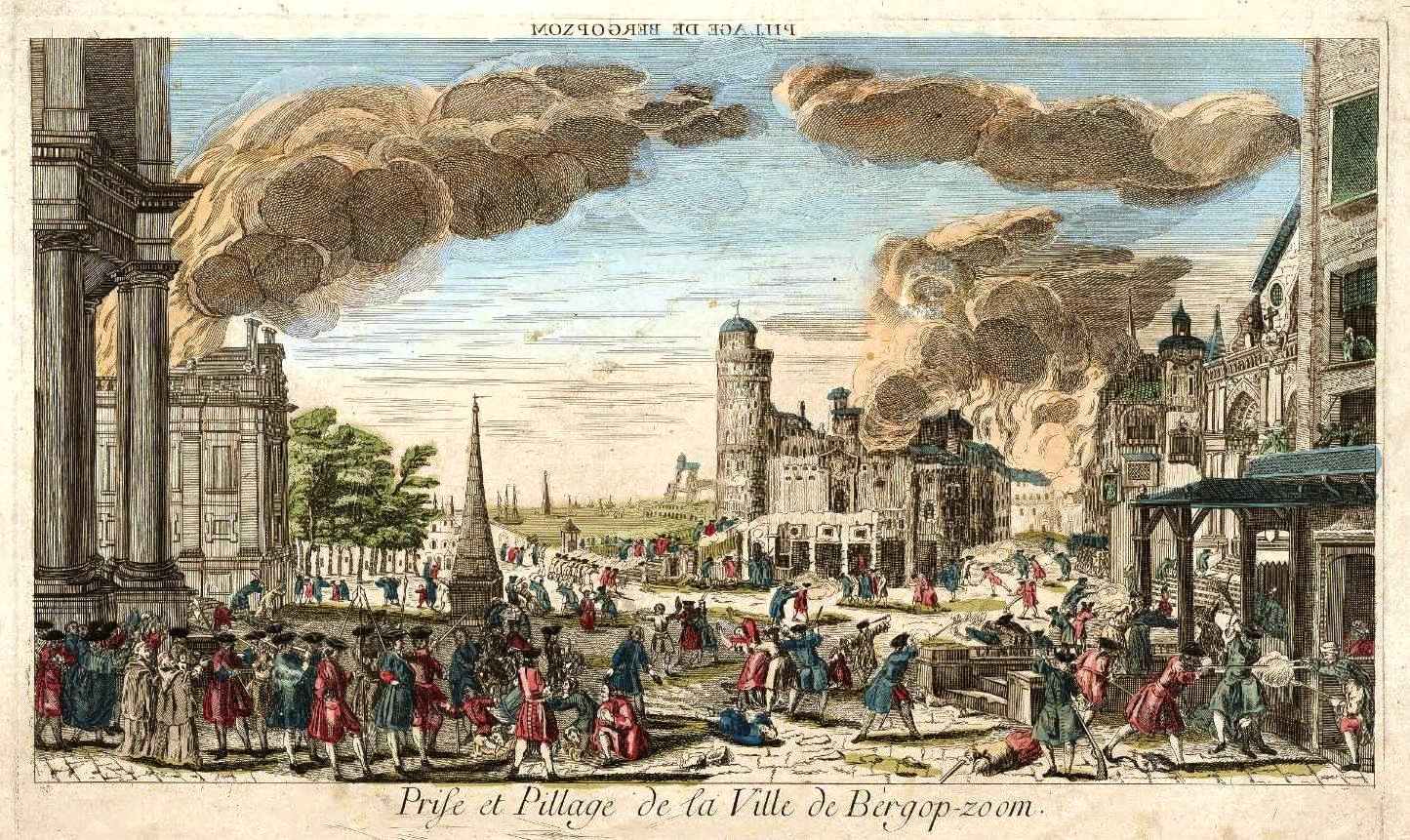
1747年9月，法軍攻佔貝亨奧普佐姆

勞費爾德戰役再次為法國贏得一場勝利，但仍未取得決定性成果。聯軍的失敗直接導致同年9月貝亨奧普佐姆陷落，並在1748年5月失守馬斯垂克。這場戰役暴露了坎伯蘭公爵作為將領的諸多弱點，包括偵察不足、缺乏戰略意識以及與其他指揮官的溝通不良。他甚至未告知列戈尼爾將軍自己計劃撤回步兵。這些失誤早在1745年的豐特努瓦戰役中便已顯現。坎伯蘭的軍旅生涯最終於1757年哈斯滕贝克战役中結束，該戰役以法軍勝利和漢諾威淪陷告終。他的父親乔治二世始終無法原諒他的接連失敗 。
儘管法軍在法蘭德斯戰場上進展順利，但英國海軍的封鎖令法國的貿易收入和纽芬兰渔场供應大幅銳減。法國財政部長马肖·达努维尔多次警告路易十五五，法國的金融體系正面臨崩潰危機。1747年10月，一支前往西印度群島的大型船隊遭皇家海軍伏擊，雖多數商船成功逃脫，但也顯示乔治·波科克率領的背風群島中隊能輕易攔截法國商船，進一步加劇了法國貿易的困境。這次失敗使法國海軍喪失了保護殖民地與貿易路線的能力 。同年11月，英國與俄羅斯簽訂徵兵協議。1748年2月，37,000名俄軍抵達萊茵蘭，然而，尚未趕赴法蘭德斯，法軍已在薩克斯的指揮下攻克聯軍於法蘭德斯的最後一個據點馬斯垂克。紐卡斯爾公爵見大勢已去，決定推動和平談判。最終，英國與法國在布雷達達成協議，簽訂《亚琛条约》，並提交給各自的盟友批准。條約基本恢復1740年的原狀，僅承認普魯士對西里西亞的占領及義大利部分領土的小幅調整。法國則退出低地地區，放棄了此前耗費巨大利益所得的領土，換取微不足道的成果，導致「愚蠢至極的和平」一說廣為流傳。
這場戰爭標誌著荷蘭共和國正式退出歐洲大國行列。紐卡斯爾公爵則自責「無知、頑固、輕信他人」，但其行事風格卻反映了不同的態度。英國接受普魯士占領西里西亞的現實，導致其與奧地利的同盟關係破裂，進而促使奧地利與宿敵法國結盟。這一變局被後人稱為「外交革命」。

## 註腳
1. 1 2  Grant 2011，第421頁.
2. 1 2 3  Castex 2012，第141頁.
3. 1 2  Périni 1906，第338頁.
4. ↑  Scott 2015，第48–50頁.
5. ↑  McKay 1983，第138–140頁.
6. ↑  Scott 2015，第58–60頁.
7. ↑  Scott 2015，第61頁.
8. ↑  Carlos, Neal & Wandschneider 2006，第2頁.
9. ↑  Hochedlinger 2003，第260頁.
10. ↑  Rodger 1993，第42頁.
11. ↑  White 1962，第207頁.
12. ↑  White 1962，第208頁.
13. ↑  Thompson 2012，第177頁.
14. ↑  Lauffeldt.
15. 1 2  Morris.
16. 1 2  De Périni 1896，第335頁.
17. ↑  Smollett 1796，第524頁.
18. ↑  McGarry 2013，第134–135頁.
19. ↑  Oliphant 2015，第64頁.
20. ↑  Anderson 2000，第211頁.
21. ↑  McKay 1983，第169頁.
22. ↑  Rodger 2004，第253頁.
23. ↑  Black 1998，第97–100頁.
24. ↑  Hochedlinger 2003，第259頁.
25. ↑  McLynn 2008，第1頁.
26. ↑  Browning 1975，第150頁.
27. ↑  Ingrao 2000，第157–177頁.